# Svenska Cupen i triathlon
Svenska Cupen i triathlon är en serie där ett antal triathlontävlingar i Sverige på sprint eller olympisk distans ingår. År 2008 och 2009 var det sex tävlingar i cupen. Totalt sett var det år 28 tävlingar i Sverige år 2009 officiellt stödda av Svenska Triathlonförbundet, plus ett fåtal ytterligare. Detta kan jämföras med Tyskland där det var 326 tävlingar under 2009.(2011) I svenska cupen har samtliga deltävlingar räknats under senaste åren, och är därför mer ett mått på vilka som deltagit flitigt i cupens alla deltävlingar, än dess prestationer

## Herrar
Olika poängberäkningar under åren, ingen cup 1998-2002
| 1992 | 1993 | 1994 | 1995 | 1996 | 1997 |
| --- | --- | --- | --- | --- | --- |
| 1. Michael Thorén 2. Andreas Wiberg 3. Henrik Nöbbelin 4. Magnus Almén 5. Jonas Blom 6. Tomas Wiker 7. Stefan Lindh 8. Kent Rensvik 9. Calle Carlhäll 10. Jan Wahlberg | 1. Magnus Almén 2. Michael Thorén 3. Pasi Salonen 4. Joachim Willén 5. Mikael Carlsson 5. Kari Aho 7. Jonas Blom 8. Kent Rensvik 9. Per Johansson 10. Tomas Wiker | 1. Henrik Nöbbelin 2. Michael Thorén 2. Tomas Wiker 4. Joachim Willén 5. Lars Mattsson 6. Michael Thorén 7. Rikard Hedelin 8. Jonas Blom 9. Marcus Hedberg 10. Bengt Salomonsson | 1. Magnus Almén 1. Henrik Nöbbelin 3. Per Johansson 4. Toni Apell 5. Rikard Hedelin 6. Martin Eriksson (F-a) 7. Marcus Hedberg 8. Jonas Blom 8. Peter Ahlström 10. Bengt Salomonsson 10. Anders Nilsson | 1. Joachim Willén 2. Tomas Wiker 3. Per Johansson 4. Toni Apell 5. Bengt Salomonsson 6. Carl Brummer 7. Oscar Forsberg 8. Joakim Axelsson 9. Teddy Andersson 10. Anders Nilsson | 1. Per Johansson 2. Jonas Djurback 3. Tomas Wiker 4. Anders Nilsson 5. Joakim Axelsson 6. Martin Eriksson (F-a) 7. Ted Ås 8. Teddy Andersson 9. Andreas Vinaccia 10. Bengt Salomonsson |

| 2003 | 2004 | 2005 | 2006 | 2007 |
| --- | --- | --- | --- | --- |
| 1. Andreas Wiberg 2. Sven Stoltz 3. Robert Malmström 4. Peter Dörlich 5. Ted Ås 6. Lennart Moberg 7. Niklas Nilsson 8. Joakim Axelsson 9. Niklas Persson 10. Christoffer Wikman | 1. Andreas Wiberg 2. Niklas Persson 3. Christian Månsson 4. Miro Cepciansky 5. Endre Barat 6. Sven Stoltz 7. Marcus Larsson 8. Ted Ås 9. Robert Malmström 10. Jonas Djurback | 1. Robert Malmström 2. Andreas Wiberg 3. Marcus Larsson 4. Niklas Persson 5. Gunnar Söderström 6. Endre Barat 7. Miro Cepciansky 8. Mathias Moenne-Loccoz 9. Magnus Jönsson 9. Magnus Berglund 9. Robert Lövdahl | 1. Erik Strand 1. Johan Lundin 3. Magnus Hermansson 4. Magnus Berglund 5. Robert Malmström 6. Marcus Nyberg 7. Joakim Axelsson 8. Frank Wagner 9. Endre Barat 10. Marcus Larsson | 1. Jonas Colting 2. Erik Strand 3. Robin Thorén 4. Johan Lundin 5. Karl Johan Danielsson 6. Magnus Hermansson 7. Stefan Stark 8. Martin Eriksson 9. Staffan Wennerstrand 10. Erik Johansson |

| 2008 | 2009 | 2010 | 2011 | 2012 | 2013 |
| --- | --- | --- | --- | --- | --- |
| 1. Andreas Andersson 2. Robin Thorén 3. Endre Barat 4. David Näsvik 5. Karl Johan Danielsson 6. Stefhan Andersen 7. Eric Carlsson Baubeta 8. Christoffer Wikman 9. Erik Strand 9. Magnus Hermansson | 1. Karl Johan Danielsson 2. Jonas Djurback 3. Martin Flinta 4. Stefhan Andersen 5. Andreas Andersson 6. Erik Strand 7. Endre Barat 8. Johan Wilén 9. David Näsvik 9. Jeff Lundgren Frydenlund | 1. Jonas Djurback 2. Johan Sandberg 3. Fredrik Ahlinder 4. Stefhan Andersen 5. Karl Johan Danielsson 6. Andreas Andersson 7. Erik Strand 8. Sebastian Johansson 9. Fredrik Robertsson 10. David Näsvik | 1. Mike Thorén 2. Fredrik Ahlinder 3. Johan Sarwe 4. Stefhan Andersen 5. Rickard Carlsson 6. Ted Ås 7. Mikael Sahlberg 8. Marcus Jonsson 9. Emil Johansson 10. Max Peter Bejmer | 1. Joel Vikner 2. Mikael Sahlberg 3. Stefhan Andersen 4. Tom Honig 5. Fredrik Bäckström 6. Johan Sarwe 7. Per Wangel 8. Markus Jonsson 9. Roger Sjösten 10. Sebastian Johansson | 1. Joel Vikner 2. Gabriel Sandör 3. Stefhan Andersen 4. Johan Sarwe 5. Oskar Djärv 6. Rickard Carlsson 7. Ludwig Fleetwood 8. Per Wangel 9. Fredrik Bäckström 10. Sebastian Johansson |

| 2014 | 2015 | 2016 | 2017 | 2018 |
| --- | --- | --- | ---- | ---- |
| 1. Ludwig Fleetwood 2. Oskar Djärv 3. Gabriel Sandör 4. Rasmus Andersson 5. Stefhan Andersen 6. Rickard Carlsson 7. Joel Vikner 8. Rasmus Enlund 9. Hampus Horndahl 10. Tobias Höglin | 1. Oskar Djärv 2. Rasmus Andersson 3. Jesper Svensson 4. Sebastian Norberg 5. Gabriel Sandör 6. Joel Vikner 7. Ludwig Fleetwood 8. Johan Forsman 9. Sebastian Björklund 10. David Broms | 1. Joel Vikner 2. Oskar Djärv 3. Gabriel Sandör 4. Axel Ek 5. Richard Carlsson 6. Sebastian Björklund 7. Rasmus Andersson 8. Jonas Djurback 9. Albin Andersson 10. Vasco de Paiva Vilaca |      |      |

## Damer
Olika poängberäkningar under åren, ingen cup 1998-2002
| 1992 | 1993 | 1994                                                                                     | 1995 | 1996 | 1997                                                                                                   |
| --- | --- | ---------------------------------------------------------------------------------------- | --- | --- | --- |
| 1. Åsa Andersson 2. Maria Melin 3. Sarah Jäderholm 4. Lovisa Skoglund 5. Anna Frithioff 6. Sabine Lang 7. Ann Viktorsson 8. Ann-Cathrine Helander 9. Helena Kvapil 10. Lena Wahlqvist | 1. Åsa Andersson 2. Ann-Charlotte Thorén 3. Lena Wahlqvist 4. Katarina Andersson 5. Sabine Lang 6. Katarina Westman 7. Helena Kvapil 8. Agneta D Lindqvist 9. Lina Andersson 10. - | 1. Maria Melin 2. Lena Wahlqvist 3. Johanna Forsberg 4. - 5. - 6. - 7. - 8. - 9. - 10. - | 1. Lena Wahlqvist 2. Ulrika Wånggren 3. Kristina Einarsson 4. Jenny Andersson 5. Carina Helgesson 6. Agneta D Lindqvist 7. Anna Svärdström 8. Christine Björkqvist 9. Anette Lunde 10. Marina Lindgren | 1. Åsa Andersson 2. Susanne Karlsson 3. Lena Wahlqvist 4. Kristina Sund 5. Ingela Natanaelsson 6. Carina Helgesson 7. Jenny Andersson 8. Annette Lunde 8. Mona Jansson 10. Ann-Sofie Gardenstrand | 1. Lena Wahlqvist 2. Heléne Willix 3. Karin Djurback 4. Jenny Andersson 5. - 6. - 7. - 8. - 9. - 10. - |

| 2003 | 2004 | 2005 | 2006 | 2007 |
| --- | --- | --- | --- | --- |
| 1. Jenny Kroon 2. Sofie Dovrén 3. Carina Höglund 4. Susanna Andersson 5. Tove Wiklund 6. Hanna Walukiewicz 7. Sofia Petersson 8. Stina Thunman 9. Eva Rongård 10. Jona Dahlqvist 10. Christine Wageborn | 1. Tove Wiklund 2. Helene Malmqvist 3. Sasha Eichenberger 4. Therese Omme 5. Jenny Kroon 6. Susanne Sjögren 7. Birgitta Kuivalainen 8. Kristine Persson 9. Ann Johansson 10. Matilda Buske | 1. Kristine Persson 2. Jona Dahlqvist 3. Therese Omme 4. Eva Nyström 4. Tove Wiklund 6. Sofie Dovrén 7. Birgitta Kuivalainen 7. Victoria Persson 9. Susanne Sjögren 10. Maria Trönell | 1. Annie Gustafsson 2. Lina Karlsson 3. Kristine Persson 4. Josefine Stonsebro 5. Lisa skedung 5. Jenny Kroon 7. Eva Nyström 8. Maria Johansson 8. Therese Omme 10. Tove Wiklund 10. Birgitta Kuivalainen 10. Louise Lindgren | 1. Therese Omme 2. Maria Johansson 3. Eva Nyström 4. Åsa Annerstedt 5. Maria Clementz 6. Linda Eriksson 6. Janina Gårdensjö 8. Ida Holmlund 9. Senta Jacobsen 10. Jasmina Glad |

| 1. Åsa Annerstedt 2. Linda Eriksson 3. Jenny Kroon 4. Lisa Skedung 5. Senta Jacobsen 6. Sara Gustafsson 7. Eva Nyström 7. Annie Gustafsson 9. Louise Nilsson 10. Emelie Gunnarsson | 1. Åsa Annerstedt 2. Eva Nyström 3. Charlotte Hooft 4. Linda Eriksson 5. Elisabet Hökerberg 6. Linda Sernfalk 7. Hanna Wengrud 8. Liza Karlberg 9. Marika Wagner 10. Ida Holmlund 10. Cecilia Jessen | 1. Åsa Annerstedt 2. Jenni Nilsson 3. Louise Nilsson 4. Lovisa Hjalmarsson 5. Elisabet Hökerberg 6. Marika Wagner 7. Emma Lindwall 8. Annie Gustafsson 9. Cecilia Jessen 10. Eva Nyström | 1. Åsa Annerstedt 2. Annie Thorén 3. Elisabet Hökerberg 4. Emma Graaf 5. Cecilia Jessen 6. Matilda Andersson 7. Anna Melinder 8. Eva Nyström 9. Linnea Holmertz 10. Louise Nilsson | 1. Åsa Annerstedt 2. Annie Thorén 3. Elisabet Hökerberg 4. Eva Nyström 5. Ida Salonen 6. Annie Gustafsson 7. Jenny Nilsson 8. Julia Jakobsson 9. Cecilia Jessen 10. Katarina Åström | 1. Jenni Nilsson 2. Ida Salonen 3. Marie Carlsson 4. Cecilia Jessen 5. Amanda Bohlin 6. Julia Jakobsson 7. Annie Thorén 8. Mikaela Persson 9. Eva Nyström 10. Jenny Nilsson | 1. Mikaela Persson 2. Eva Nyström 3. Elisabet Hökerberg 4. Marie Carlsson 5. Annie Thorén 6. Jenny Nilsson 7. Amanda Bohlin 8. Malin Cederberg 9. Jenni Nilsson 10. - | 1. Mikaela Persson 2. Lovisa Larsson 3. Malin Cederberg 4. Joanna Soltysiak 5. Marie Carlsson 6. Åsa Annerstedt 7. Elisabet Hökerberg 8. Linn Bengtsson 9. Madelen Rydqvist 10. Sara Svensk | 1. Mikaela Persson 2. Ida Österman 3. Diane-Perle Sadik 4. Vera de Paiva Vilaca 5. Charlotte Carlsson 6. Annie Thorén 7. Alida Liljequist 8. Astrid Hult 9. Mona Hallberg 10. Emelie Gripewall |